# Serafín Pró
Serafín Pró Guardiola (* 30. Juli 1906 in Havanna; † 15. November 1977) war ein kubanischer Komponist und Chordirigent.

## Leben
Pró studierte bis 1925 am Conservatorio Municipal de La Habana Solfège bei Modesto Fraga, Musiktheorie bei Fernando Carnicer und Klavier bei María Luisa Chartrand. Danach besuchte er Klassen für Partiturlesen von Mario Rodríguez Hallorans und für Harmonielehre von José Ardévol. Schließlich studierte er Chorleitung bei Heinrich Moser, dem Chordirektor der Staatsoper Berlin.
Ab 1936 unterrichtete er am Städtischen Konservatorium von Havanna Musiktheorie, 1940 übernahm er auch die Leitung von dessen Chor. 1939 unterrichtete er außerdem am Conservatorio Félix Ernesto Alpízar und am Instituto Edison. Er war Mitglied der von María Muñoz geleiteten Sociedad Coral de La Habana und 1942 Gründungsmitglied Grupo de Renovación Musical des Komponisten José Ardévol. Außerdem arbeitete er als Redakteur für die Zeitschriften Conservatorio und Orígenes und war Vorstandsmitglied der Sociedad Cultural Nuestro Tiempo.
1943 gründete er den Chor des Colegio Valmaña, 1946 die Asociación de Cantores Polifonistas und den Chor des Colegio Las Américas und 1961 schließlich den Coro Polifónico Nacional, den er bis zu seinem Tod leitete. Für seine Komposition En Cuba nació el niño Dios erhielt er den Ersten Preis beim Concurso de Villancicos Esteban Salas.

## Kompositionen
- Sonata en mi menor-mayor, 1942
- Suite clásica für Klavier, 1943
- Canción (Text von Rafael Alberti)
- Piezas infantiles para piano, 1945
- Capricho für Flöte, Oboe, Klarinette und Fagott, 1955
- Serie de fugas
- En Cuba nació el niño Dios, 1960
- Madrigal, 1961